# Concert du nouvel an 1956 à Vienne
Le concert du nouvel an 1956 de l'orchestre philharmonique de Vienne, qui a lieu le 1er janvier 1956, est le 16e concert du nouvel an donné au Musikverein, à Vienne, en Autriche. Il est dirigé pour la 2e fois consécutive par le chef d'orchestre autrichien Willi Boskovsky.
Pour la première fois les frères Johann et Josef Strauss sont représentés à part égale avec six pièces chacun. Par ailleurs, la célèbre Marche de Radetzky de leur père Johann n'est pas jouée cette année.
Il est à noter que pour la première fois, aucune pièce nouvelle n'est interprétée au concert du nouvel an.

## Programme
1. Josef Strauss : Aquarellen, valse, op. 258
2. Josef Strauss : Ohne Sorgen, polka rapide, op. 271
3. Johann Strauss II : Neue Pizzicato-Polka, polka, op. 449
4. Johann Strauss II : Marche égyptienne, marche, op. 335
5. Johann Strauss II : I-Tipferl-Polka, polka française. op. 377
6. Josef Strauss : Dorfschwalben aus Österreich, valse, op. 164
7. Josef Strauss :  Jokey-Polka, polka rapide, op. 278
8. Josef Strauss : Transactionen, valse, op. 184
9. Josef Strauss : Plappermäulchen, polka rapide,op. 245
10. Johann Strauss II : csárdás du Chevalier Pásmán, op. 441
11. Johann Strauss II : Unter Donner und Blitz, polka rapide, op. 324
12. Johann Strauss II : ouverture de l'opérette La Chauve-Souris

Les compositeurs joués
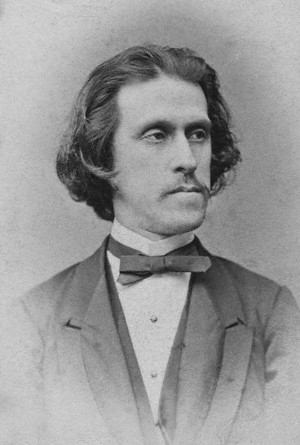
Josef Strauss
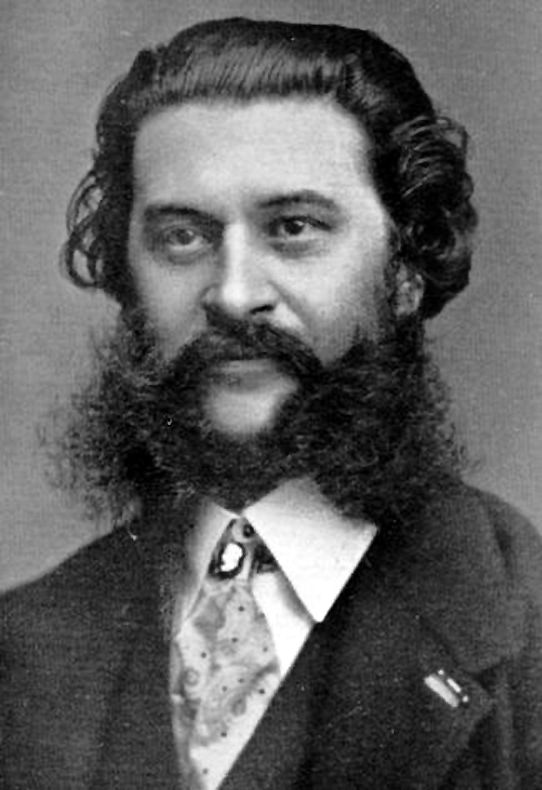
Johann Strauss (fils)